# فيليب أريكسون
فيليب أريكسون (بالسويدية: Philip Eriksson)‏ هو لاعب غولف سويدي، ولد في 22 نوفمبر 1991.